# Luris
Els luris són una branca dels pobles iranians que viuen sobretot al sud-oest de l'Iran. El poble Luri majoritàriament parla la llengua luri, un idioma del grup iranià, estretament relacionat amb el kurd i el farsi. Són uns 2,6 milions de persones.

## Història
El nom lur és probablement preiranià i donat a la regió, i als seus habitants, passant progressivament de ser un terme geogràfic a un terme ètnic.
La zona on viuen estava en l'edat mitjana regida per diverses dinasties kurdes.
El poble luris ha estat tradicionalment nòmada i en efecte els gitanos els han considerat tradicionalment com a part del seu poble (vegeu lulis).
Abans del segle xx la immensa majoria eren nòmades encara i hi va haver diferents intents governamentals de sedentaritzar-los. El 1881 el seu nombre s'estimava en 421.000 dels quals 170.000 eren bakhtiyaris (procedents de la barreja amb emigrants kurds i arabs de Síria a l'inici del segle xiii, concretament el 1204), 41.000 Küh-Gïlü i 210.000 Fayli. Llavors les seves grans divisions eren els bakhtiyaris, els mamasani (o mamassani) els Küh-Gïlü i els Fayli.
Els mamasani (emigrats al mateix temps que els bakhtiyaris el 1204) estaven dividits en 4 tribus principals: Bakash, Djawidi, Dushmanziyati i Rustami.
Els bakhtiyaris estaven dividits en dos grups, Čahar Lang i Haft Lang
Els Küh-Gïlü (Küh-Gälu) estaven dividits en 3 tribus principals: Akadjari, Bawi i Djaki que es creu que serien d'origen kurd, àrab i lur pur.
I els lurs propis estan dividits en Tarhan, Dilfan, Silsila i Bala-giriwa.
En els aspectes antropològics els luris tenen un crani comprimit, són més baixos que els laks, i les dones luris són menys maques que les dones laks (no obstant les dones luris tenen més llibertats que les dones d'altres grups ètnics de la zona però menys que les dones kurdes). Els cabells dels luris són castanys i abunden els barbuts.
El darrer Shah de l'Iran, Mohammad Reza Pahlavi, va usar la força i incentius econòmics sense aconseguir un èxit complet. A la meitat de la dècada de 1980 la gran majoria del luris estaven assentats en ciutats i pobles.
La majoria són de religió islàmica xiïta, una minoria professa la religió tradicional mazdeista persa anomenada Yerevan